# 29 a.C.
Il 29 a.C. (XXIX a.C. in numeri romani) è un anno  del I secolo a.C.

## Eventi
- A Roma viene consacrato il tempio del Divus Iulius e viene edificato l'anfiteatro di Statilio Tauro.

## Nati
- Cipro, principessa

## Morti
- Mariamne, regina ebrea antica